# Championnat de Belgique féminin de football 1995-1996
 (novembre 2024).
Si vous disposez d'ouvrages ou d'articles de référence ou si vous connaissez des sites web de qualité traitant du thème abordé ici, merci de compléter l'article en donnant les références utiles à sa vérifiabilité et en les liant à la section « Notes et références ».
Navigation
Saison précédente Saison suivante
Le championnat de Belgique féminin de football 1995-1996 est la 25e édition du championnat de première division belge de football féminin. Il se dispute lors de la saison  1995-1996. 
Ce championnat est disputé par quatorze équipes. Il est remporté par le KSC Eendracht Alost dont c'est le 1er titre. C'est aussi le 1er championnat à 3 points pour une victoire.

## Classement
| Rang | Équipe                   | Pts | J  | G  | N | P  | Bp | Bc  | Diff |
| ---- | ------------------------ | --- | -- | -- | - | -- | -- | --- | ---- |
| 1    | KSC Eendracht Alost      | 65  | 26 | 21 | 2 | 3  | 85 | 24  | +61  |
| 2    | RSC Anderlecht           | 65  | 26 | 20 | 5 | 1  | 90 | 9   | +81  |
| 3    | Herk Sport               | 55  | 26 | 16 | 7 | 3  | 81 | 30  | +51  |
| 4    | Standard Fémina de Liège | 52  | 26 | 16 | 4 | 6  | 67 | 36  | +31  |
| 5    | Sinaai Girls             | 44  | 26 | 14 | 2 | 10 | 74 | 48  | +26  |
| 6    | KFC Rapide Wezemaal      | 42  | 26 | 13 | 3 | 10 | 56 | 30  | +26  |
| 7    | Eva's Kumtich            | 40  | 26 | 12 | 4 | 10 | 55 | 55  | 0    |
| 8    | Elen Standard            | 38  | 26 | 11 | 5 | 10 | 60 | 36  | +24  |
| 9    | Dames VK Egem            | 37  | 26 | 12 | 1 | 13 | 51 | 70  | -19  |
| 10   | DVC Kuurne               | 35  | 26 | 10 | 5 | 11 | 71 | 40  | +31  |
| 11   | KSV Cercle Bruges        | 26  | 26 | 8  | 2 | 16 | 36 | 54  | -18  |
| 12   | Oud-Heverlee Louvain     | 17  | 26 | 5  | 2 | 19 | 28 | 92  | -64  |
| 13   | RWD Herentals            | 4   | 26 | 1  | 1 | 24 | 19 | 132 | -113 |
| 14   | DVK Gand                 | 3   | 26 | 0  | 3 | 23 | 7  | 124 | -117 |